# Podkraj pri Velenju
Podkraj pri Velenju je naselje v Mestni občini Velenje.